# شهرستان مبارکه
شهرستان مبارکه یکی از شهرستان‌های استان اصفهان است. مرکز این شهرستان، شهر مبارکه است

## موقعیت جغرافیایی
شهرستان مبارکه از شمال با شهرستان فلاورجان، از شمال شرقی با شهرستان اصفهان، از شرق با شهرستان دهاقان، از غرب با شهرستان لنجان و از جنوب با شهرستان بروجن استان چهارمحال و بختیاری همسایه است.

## تقسیمات کشوری
شهرستان مبارکه دارای ۲ بخش، ۵ دهستان و ۷ شهر به شرح زیر است:

### شهرستان مبارکه
| بخش        | مرکز بخش | جمعیت بخش ۱۳۹۵ | نام دهستان | مرکز دهستان | جمعیت دهستان ۱۳۹۵ | شهر                                 | جمعیت شهر ۱۳۹۵                                       |
| ---------- | -------- | -------------- | ---------- | ----------- | ----------------- | ----------------------------------- | ---------------------------------------------------- |
| مرکزی      | مبارکه   | ۳۸٬۵۳۸ نفر     | طالخونچه   | طالخونچه    | ۱۱٬۲۴۹ نفر        | مبارکه دیزیچه طالخونچه مجلسی کرکوند | ۶۹٬۴۴۹ نفر ۱۸٬۹۳۵ نفر ۱۰٬۰۰۰ نفر ۹٬۳۶۳ نفر ۷٬۰۵۸ نفر |
| مرکزی      | مبارکه   | ۳۸٬۵۳۸ نفر     | دیزیچه     | دیزیچه      | ۱۱٬۱۹۲ نفر        | مبارکه دیزیچه طالخونچه مجلسی کرکوند | ۶۹٬۴۴۹ نفر ۱۸٬۹۳۵ نفر ۱۰٬۰۰۰ نفر ۹٬۳۶۳ نفر ۷٬۰۵۸ نفر |
| مرکزی      | مبارکه   | ۳۸٬۵۳۸ نفر     | کرکوند     | کرکوند      | ۱۳٬۳۴۱ نفر        | مبارکه دیزیچه طالخونچه مجلسی کرکوند | ۶۹٬۴۴۹ نفر ۱۸٬۹۳۵ نفر ۱۰٬۰۰۰ نفر ۹٬۳۶۳ نفر ۷٬۰۵۸ نفر |
| گرکن جنوبی | زیباشهر  | ۱۱٬۲۷۰ نفر     | گرکن       | زیباشهر     | ۸٬۸۹۲ نفر         | زیباشهر ده‌سرخ                       | ۱۰٬۲۰۰ نفر ۴٬۸۲۲ نفر                                 |
| گرکن جنوبی | زیباشهر  | ۱۱٬۲۷۰ نفر     | نورآباد    | ده‌سرخ       | ۹٬۸۲۸ نفر         | زیباشهر ده‌سرخ                       | ۱۰٬۲۰۰ نفر ۴٬۸۲۲ نفر                                 |

## جمعیت
براساس سرشماری عمومی نفوس و مسکن در سال ۱۳۹۵، جمعیت شهرستان مبارکه برابر با ۱۵۰٬۴۱۱ نفر بوده است.